# Вижинтини
Вижинтини (хорв. Vižintini) — населений пункт у Хорватії, в Істрійській жупанії у складі громади Опрталь.

## Населення
Населення за даними перепису 2011 року становило 22 осіб.
Динаміка чисельності населення поселення:

## Клімат
Середня річна температура становить 11,97 °C, середня максимальна – 25,08 °C, а середня мінімальна – -1,78 °C. Середня річна кількість опадів – 1230 мм.
| Клімат поселення                              | Клімат поселення | Клімат поселення | Клімат поселення | Клімат поселення | Клімат поселення | Клімат поселення | Клімат поселення | Клімат поселення | Клімат поселення | Клімат поселення | Клімат поселення | Клімат поселення | Клімат поселення |
| Показник                                      | Січ.             | Лют.             | Бер.             | Квіт.            | Трав.            | Черв.            | Лип.             | Серп.            | Вер.             | Жовт.            | Лист.            | Груд.            |                  |
| Середній максимум, °C                         | 9,10             | 9,61             | 12,51            | 16,02            | 20,76            | 24,44            | 25,08            | 24,80            | 20,47            | 16,10            | 11,23            | 8,36             |                  |
| Середня температура, °C                       | 3,67             | 4,16             | 7,06             | 10,58            | 15,32            | 19,00            | 21,37            | 21,09            | 16,77            | 12,40            | 7,52             | 4,66             |                  |
| Середній мінімум, °C                          | −1,78            | −1,25            | 1,63             | 5,14             | 9,88             | 13,57            | 17,66            | 17,38            | 13,06            | 8,69             | 3,80             | 0,94             |                  |
| Норма опадів, мм                              | 90               | 71               | 92               | 103              | 95               | 107              | 75               | 102              | 107              | 133              | 139              | 116              |                  |
| Середньомісячна швидкість вітру, м/с          | 1.89             | 2.18             | 2.33             | 2.36             | 2.14             | 2.04             | 1.99             | 1.94             | 1.92             | 2.09             | 2.11             | 2.04             |                  |
| Середньомісячна сонячна радіація, кДж/м²·день | 4467             | 7409             | 10576            | 14883            | 18957            | 20732            | 21535            | 18440            | 13843            | 8922             | 4885             | 3764             |                  |
| --------------------------------------------- | ---------------- | ---------------- | ---------------- | ---------------- | ---------------- | ---------------- | ---------------- | ---------------- | ---------------- | ---------------- | ---------------- | ---------------- | ---------------- |
| Джерело:                                      |                  |                  |                  |                  |                  |                  |                  |                  |                  |                  |                  |                  |                  |